# 부리부리 박사
부리부리 박사는 대한민국 한국방송공사(KBS)에서 1976년 ~ 1978년에 방영된 어린이용 뮤지컬 가면극이다. 부리부리 박사가 등장하는 《다람쥐 삼형제》의 후속으로 방영되었으며, 종영 후에도 같은 이름으로 인형극이 공연되기도 하였다.

## 내용
부리부리박사의 엉뚱한 발명을 중심으로 벌어지는 소동과 모험을 소재로 노래와 이야기, 춤으로 구성된 연극이다. 부엉이 부리부리박사와 딩글·동글·댕글 다람쥐 삼형제, 심술쟁이 훼방꾼 역할의 늑대 컹컹이와 여우 쌩쌩이 등이 등장한다. 부리부리박사의 주제곡은 구민(具珉)이 불렀다.

## 다람쥐 삼형제
《부리부리 박사》의 선행작으로, 그 소재와 내용은 크게 다르지 않다. 1975년 4월 10일부터 매주 목요일 오후 6시 35분에 방영되었고, 1976년부터 ‘부리부리 박사’로 제목이 변경되었다.

## 평가
대한민국 최초의 뮤지컬 가면 인형극으로, 어린 시절의 386세대에 꿈을 심어 주었으며, 과학기술계의 소중한 문화 자산으로 평가되기도 한다.
당시에는 어린이들의 학용품에 그려질 정도로 인기를 끌었으나, 극의 처리가 황당무계하다고 평가절하되기도 했다.